# Cnaeus Servilius Caepio (Kr. e. 203)
Cnaeus Servilius Caepio († Kr. e. 174) ókori római politikus és hadvezér, az előkelő patricius Servilia genshez tartozó tagja volt. A hasonló nevű Cnaeus Servilius Caepio, aki Kr. e. 253-ban volt consul, minden bizonnyal a nagyapja, esetleg apja volt.
Apját és nagyapját is Cnaeusnak hívták. Kr. e. 213-ban Caius Papirius Maso helyére választották meg pontifexnek, Kr. e. 207-ben pedig aedilis curulis lett, amely minőségben háromszor rendezte meg a római játékokat. Kr. e. 205-ben praetor lett, majd Kr. e. 203-ban Caius Servilius Geminusszal közösen a consuli magistraturát töltötte be. Ilyen minőségben délre küldték, Bruttiumba, ahol Crotona közelében ismeretlen kimenetelű csatát vívott Hannibállal. Ez volt a pun hadvezér utolsó itáliai csatája, mivel Scipio afrikai támadásának kivédésére ezután hazatért. Caepio a nyomában átkelt Szicíliába, és miközben arra készült, hogy átkeljen Afrikába, az engedetlenségétől tartó senatus dictatorrá választotta Publius Sulpicius Galbát, aki visszahívta Rómába. Kr. e. 192-ben még részt vett a hellaszi szövetségeseket III. Antiokhosz Megasz elleni harcra buzdító követségben. Kr. e. 174-ben a Rómán végigsöprő pestisjárvány vitte el.
Fia, a hasonló nevű Cnaeus Servilius Caepio Kr. e. 169-ben szintén consul volt.